# Santiago Silva Gerez
Santiago Silva Gerez (Artigas, Departamento de Artigas, Uruguay, 26 de agosto de 1990) es un futbolista uruguayo nacionalizado peruano. Juega como delantero y su equipo actual es Asociación Deportiva Agropecuaria de la Liga 2 de Perú.

## Trayectoria
Santiago Silva surgió en las inferiores de Danubio de Uruguay y tras ser ascendido al plantel principal disputó unos pocos partidos en 2011. Al finalizar su contrato decidió no renovar.

### Peñarol
Y fue luego fichado por el Club Atlético Peñarol en el mercado de pases de mitad del mismo año. Disputó varios partidos de la gira del equipo mirasol por Europa, entrando desde el banco y participando en jugadas de gol, siendo el jugador a quien le cometieron el penal que luego convertiría Mathías Corujo contra el Aris Salónica en la victoria 2-1 del equipo uruguayo, además de dar la asistencia para el gol de Maximiliano Pérez en el último minuto del partido que Peñarol empató 1-1 frente al Napoli. Debutó oficialmente en el campeonato uruguayo frente a Bella Vista por la primera fecha del torneo apertura 2011. Ahí estuvo hasta fines del 2013. 

### Universidad San Martín de Porres
Donde para el 2014 llega en condición de préstamo a la Universidad San Martín de Porres. Ya en la Universidad de San Martín, fue goleador del Torneo Descentralizado, torneo más importante en Perú, saliendo goleador con 23 goles, anotando 6 goles más en el Torneo del Inca, terminando la temporada con 29 goles, siendo uno de los pilares de su equipo. 

### Peñarol
En el 2015 regresa a Peñarol donde no logró debutar al terminar la temporada.

### Cerro
Se fue libre a Cerro disputando 6 partidos y logrando 3 goles.

### Sporting Cristal
Volvió al fútbol peruano por el Sporting Cristal debutando en el empate 0-0 entre Sporting Cristal vs Sport Huancayo entrando a los 63 minutos y marca su primer gol con Sporting Cristal en la victoria 3 a 0 sobre Alianza Atlético, con su equipo terminó campeón por la temporada 2016. 

### America de Cali
Para la temporada 2017 es contratado por el América de Cali, uno de los equipos de mayor jerarquía en el fútbol colombiano, su debut se hizo oficial en el Estadio Pascual Guerrero, en el partido contra el Atlético Nacional.

### Universidad de Concepción
En el 2018 es fichado por la Universidad de Concepción de la Primera División de Chile.

### Progreso
A mitad del 2018 ficha por el Club Atlético Progreso de la Primera División de Uruguay.

### Universidad César Vallejo
En el 2019 vuelve a Perú fichando por el recién ascendido  Universidad César Vallejo. Debuta en la derrota ante Binacional por 1-0. Su primer gol oficial lo hace en el empate 2-2 ante Sport Huancayo por la Fecha 2.

### Atlante
Luego de su gran paso por el club trujillano, emigró a la Segunda División de México para jugar por CF Atlante junto a sus compatriotas Sebastián Britos, Nicolás Albarracín, Santiago Martínez, Kevin Ramírez y Sebastián Sosa.

### Universidad César Vallejo
Para el 2021 retorna a la Universidad César Vallejo Club de Fútbol.

### Ada jaen
Para el 2023 se une al equipo de Cajamarca - JAEN fuerza emprendedora como es conocido en el Oriente Peruano, para jugar segunda división y ser la estrella que le falta al equipo Asociación Deportiva Agropecuaria.

## Selección nacional

### Sub-23
Fue convocado por Juan Verzeri para integrar la preselección sub-23 que representó a su país en los Juegos Panamericanos 2011.

## Estadísticas
| Club                              | Temporada     | Liga  | Liga  | Copa Nacional | Copa Nacional | Copa Internacional | Copa Internacional | Total | Total |
| Club                              | Temporada     | Part. | Goles | Part.         | Goles         | Part.              | Goles              | Part. | Goles |
| --------------------------------- | ------------- | ----- | ----- | ------------- | ------------- | ------------------ | ------------------ | ----- | ----- |
| Danubio · Uruguay                 | 2010-11       | 4     | 0     | –             | –             | –                  | –                  | 4     | 0     |
| Danubio · Uruguay                 | Total         | 4     | 0     | –             | –             | –                  | –                  | 4     | 0     |
| Peñarol · Uruguay                 | 2011-12       | 19    | 6     | –             | –             | 2                  | 0                  | 21    | 6     |
| Peñarol · Uruguay                 | 2012-13       | –     | –     | –             | –             | –                  | –                  | –     | –     |
| Peñarol · Uruguay                 | 2013-14       | 1     | 0     | –             | –             | –                  | –                  | 1     | 0     |
| Peñarol · Uruguay                 | Total         | 20    | 6     | –             | –             | 2                  | 0                  | 22    | 6     |
| Universidad de San Martín · Perú  | 2014          | 29    | 23    | 12            | 6             | 2                  | 0                  | 43    | 29    |
| Universidad de San Martín · Perú  | Total         | 29    | 23    | 12            | 6             | 2                  | 0                  | 43    | 29    |
| Cerro · Uruguay                   | 2015          | 6     | 3     | -             | -             | -                  | -                  | 6     | 3     |
| Cerro · Uruguay                   | Total         | 6     | 3     | -             | -             | -                  | -                  | 6     | 3     |
| Sporting Cristal · Perú           | 2016          | 32    | 14    | 3             | 0             | 6                  | 3                  | 41    | 17    |
| Sporting Cristal · Perú           | Total         | 32    | 14    | 3             | -             | 6                  | 3                  | 41    | 17    |
| América de Cali · Colombia        | 2017          | 22    | 5     | 6             | 3             | 0                  | 0                  | 28    | 8     |
| América de Cali · Colombia        | Total         | 22    | 5     | 6             | 3             | 0                  | 0                  | 28    | 8     |
| Universidad de Concepción · Chile | 2018          | 10    | 1     | 0             | 0             | 0                  | 0                  | 10    | 1     |
| Universidad de Concepción · Chile | Total         | 10    | 1     | 0             | 0             | 0                  | 0                  | 10    | 1     |
| Progreso · Uruguay                | 2018          | 5     | 1     | 0             | 0             | 0                  | 0                  | 5     | 1     |
| Progreso · Uruguay                | Total         | 5     | 1     | 0             | 0             | 0                  | 0                  | 5     | 1     |
| Universidad César Vallejo · Perú  | 2019          | 32    | 15    | 0             | 0             | 0                  | 0                  | 32    | 15    |
| Universidad César Vallejo · Perú  | 2021          | 21    | 6     | 0             | 0             | 2                  | 0                  | 23    | 6     |
| Universidad César Vallejo · Perú  | 2022          | 8     | 0     | 0             | 0             | 2                  | 0                  | 10    | 0     |
| Universidad César Vallejo · Perú  | Total         | 53    | 21    | 0             | 0             | 2                  | 0                  | 55    | 21    |
| Atlante · México                  | 2020          | 5     | 0     | 0             | 0             | 0                  | 0                  | 5     | 0     |
| Atlante · México                  | Total         | 5     | 0     | 0             | 0             | 0                  | 0                  | 5     | 0     |
| Deportivo Binacional · Perú       | 2022          | 16    | 2     | -             | -             | -                  | -                  | 16    | 2     |
| Deportivo Binacional · Perú       | Total         | 16    | 2     | -             | -             | -                  | -                  | 16    | 2     |
| Total carrera                     | Total carrera | 210   | 75    | 21            | 9             | 14                 | 3                  | 245   | 87    |

## Palmarés

### Campeonatos nacionales
| Título                    | Club             | País    | Año  |
| ------------------------- | ---------------- | ------- | ---- |
| Campeonato Uruguayo       | Peñarol          | Uruguay | 2013 |
| Primera División del Perú | Sporting Cristal | Perú    | 2016 |

### Distinciones individuales
| Distinción                                                                  | Año  |
| --------------------------------------------------------------------------- | ---- |
| Máximo goleador del Torneo Descentralizado (23 goles)                       | 2014 |
| Equipo ideal del Torneo Apertura de la Liga 1                               | 2019 |
| Preseleccionado como delantero en el mejor once de la Liga 1 según la SAFAP | 2019 |